# Epilobium tetragonum
Epilobium tetragonum es una planta de la familia de las onagráceas.

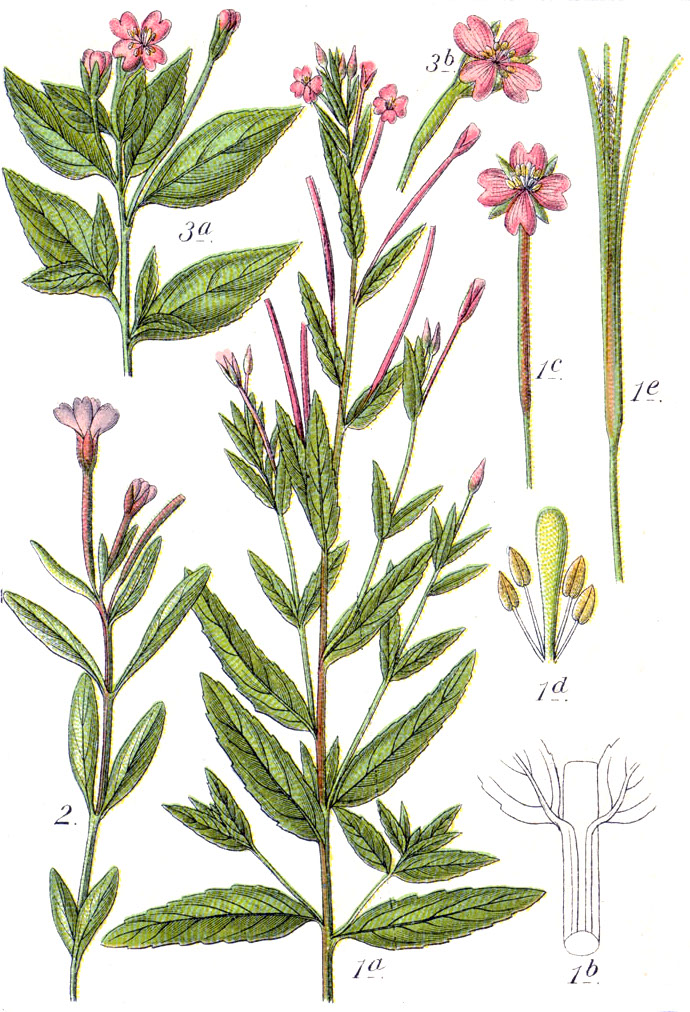
Ilustración

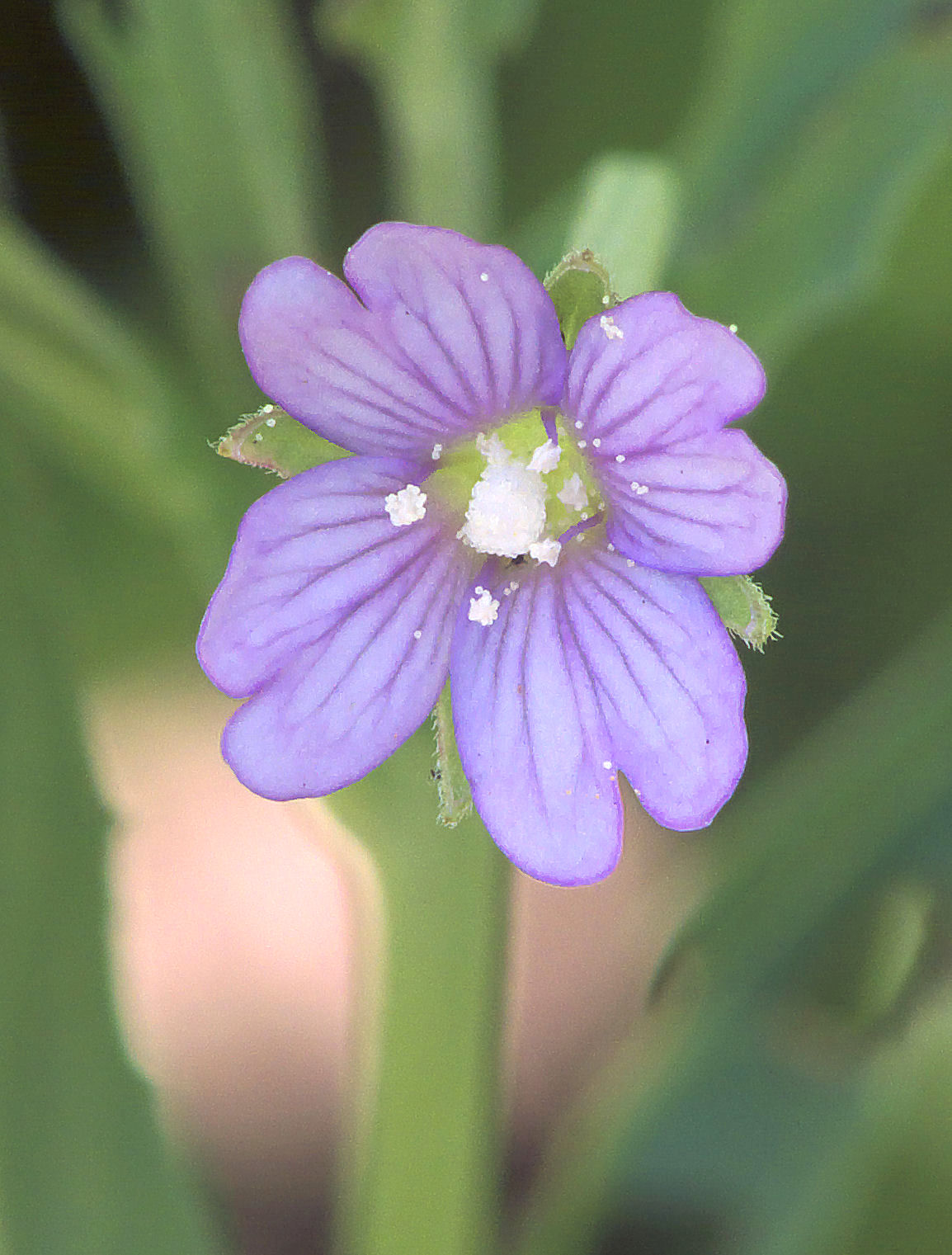
Detalle de la flor

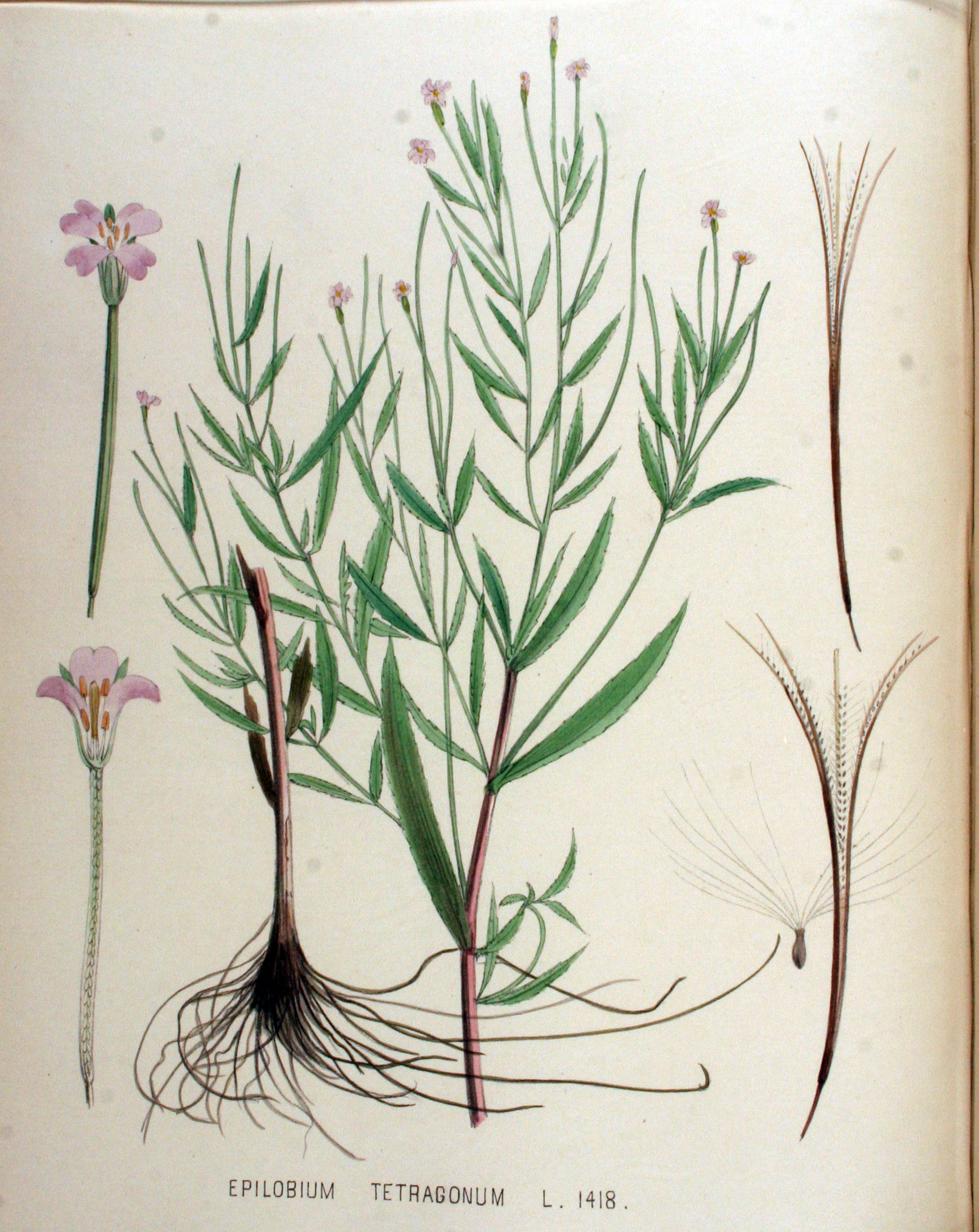
Ilustración de Flora Batava

## Descripción
Epilobium tetragonum (adelfilla, aunque este nombre también se aplica a otras especies) es una especie, glabra, perenne, de tallos cuadrados con 4 crestas de hasta 110 cm, con hojas oblongas a oblongo-lanceoladas, con dientes finos como de sierra, sentadas, flores morado-rosas en inflorescencias pelosas grisáceas, con pétalos generalmente de 7-11,5 mm y cápsula de hasta 8 cm. Es una planta con densas rosetas de hojas en otoño. Florece en verano.

## Hábitat
Habita en bosques, lugares húmedos y bordes de arroyos .

## Distribución
En casi toda Europa, excepto Irlanda e Islandia.

## Taxonomía
Epilobium tetragonum fue descrita por  Carlos Linneo y publicado en Species Plantarum 1: 348. 1753.
Citología
Número de cromosomas de Epilobium tetragonum (Fam. Onagraceae) y táxones infraespecíficos:  2n=36
Etimología
Epilobium: nombre genérico que proviene de las palabras griegas: epi = "sobre", y lobos = "una vaina o cápsula," como la flor y la cápsula aparecen juntas, la corola está soportada en el extremo del ovario.
tetragonum: epíteto latíno que significa "con cuatro ángulos".
Sinonimia
- Chamaenerion tetragonum (L.) Scop.
- Epilobium adnatum Griseb.
- Epilobium adnatum var. rodriguezii Sennen
- Epilobium decurrens Rchb.
- Epilobium dregeanum E.Mey. ex Hausskn.
- Epilobium dubium Curtis ex With.
- Epilobium flaccidum Brot.
- Epilobium glabellum var. tetragonum (L.) Maiden & Betche
- Epilobium heterophyllum Nutt. ex Hausskn.
- Epilobium micranthum Pall. ex Hausskn.
- Epilobium novum Winterl
- Epilobium obscurum F.W.Schmidt
- Epilobium obscurum M.Bieb.
- Epilobium palustre Ucria
- Epilobium ptarmicifolium F.W.Schultz
- Epilobium salzmannii Boiss. & Reut. ex Nyman
- Epilobium serrulatum Pourr. ex Willk.
- Epilobium tournefortii Freyn
- Epilobium virgatum W.D.J.Koch[5]

## Nombre común
- Castellano: rizos de dama.[6]